# Cadena de subministrament
Es coneix com cadena de subministrament un sistema d'activitats, d’organitzacions, persones, informació i recursos implicats en el subministrament d’un producte o servei a un consumidor, en el món del comerç. Les activitats de la cadena de subministrament de productes impliquen la transformació de recursos naturals, matèries primeres i components en un producte acabat i el seu lliurament al client final. Els productes d'una cadena de subministrament sofisticada, ja siguin tangibles o intangibles, poden entrar a una altra cadena de subministrament en qualsevol punt on el valor residual sigui reciclable. Les cadenes de subministrament enllacen les cadenes de valor. Els «proveïdors de primer nivell» subministren directament al client (pel seu negoci o pel seu consum final); els de segon nivell són proveïdors als del primer nivell, etc.

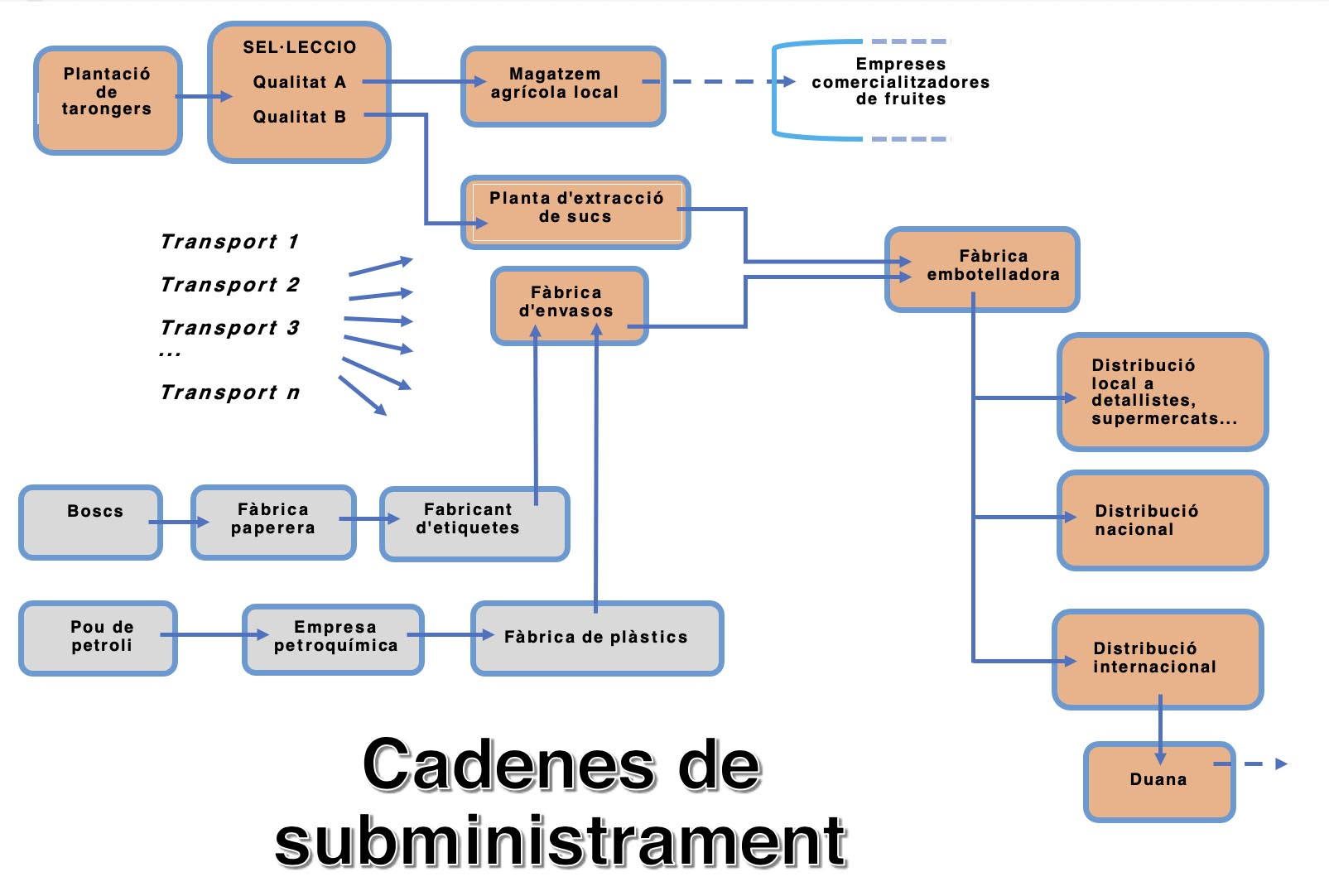
Esquema de cadenes de subministrament i distribució enllaçades

## Generalitats
Una cadena de subministrament típica ha de tenir en compte la regulació sobre l'ecologia, la biologia, la política i la responsabilitat social sobre els recursos naturals, seguida de l'extracció de matèria primera, en el cas de productes tangibles, i integra diversos ítems de producció (per exemple, construcció de components, muntatge i la concurrència d'aquests factors) abans de continuar en diversos nivells d’emmagatzematge, quan són necessaris, en instal·lacions de dimensions cada vegada menors i ubicacions geogràfiques cada vegada més remotes que fan arribar finalment el producte al consumidor. Al final de la cadena de subministrament, els productes acabats només hi flueixen depenent del comportament dels clients finals; els autors Alan Harrison i Janet Godsell argumenten que «els processos de la cadena de subministrament haurien de coordinar-se per centrar-se en el comportament de compra del client final i la seva capacitat de compra».
Gran quantitat d'intercanvis que es produeix en la cadena de subministrament es donen entre diferents empreses que busquen maximitzar els seus ingressos i beneficis, però poden tenir poc o cap coneixement o interès en la resta d’actors en la cadena de subministrament. La xarxa d’empreses amb poca relació d'unes amb altres, que s'organitzen i cooperen per oferir productes i serveis, recentment ha rebut el nom d'empresa estesa i s'ha criticat l’ús del terme «cadena» i de l'estructura lineal que sembla representar, ja que és més difícil relacionar-ho amb la forma en què operen realment les xarxes de subministrament. Una cadena és en realitat una xarxa de subministrament i demanda complexa i dinàmica.
Moltes grans empreses transnacionals integren codis de conducta i directrius en les seves cultures corporatives i els sistemes propis de gestió de qualitat com a part dels seus esforços per aplicar pràctiques ètiques. Amb aquestes normes i sistemes, les corporacions requereixen als seus proveïdors disposar d'instal·lacions, granges, serveis subcontractats com ara neteja, menjador, seguretat, etc. També encarreguen auditories per comprovar el compliment d'aquestes normes. La manca de transparència en la cadena de subministrament pot impedir als consumidors conèixer l’origen de les seves compres quan presenten defectes. Els professionals que gestionen la cadena de subministrament consideren que l’ètica és «extremadament» important per a la seva organització. Aquestos administradors de la cadena de subministrament estan sotmesos a un control constant per assegurar la millor eficiència en els seus recursos, cosa que es pot convertir en una tasca difícil davant d'una manca de transparència.

## Tipologia i models

### Tipus
Marshall L. Fisher (1977) es pregunta: «Quina és la cadena de subministrament adequada per al vostre producte?» Fisher, i també Naylor, Naim i Berry (1999), identifiquen dues característiques coincidents de l'estratègia en la cadena de subministrament: una és la combinació de «funcional» i «eficient» i l'altre una combinació de «sensible» i «innovadora» (Harrison i Godsell).
Les empreses d’avantguarda canvien els seus processos estratificats per altres de més flexibles, i això les fa més rendibles.
Aquestes idees es refereixen a dos models contraposats de col·laboració entre fases: amb una vinculació forta o vinculació flexible (en anglès, linked) on la col·laboració representa una estreta relació, fixe o flexible, entre un comprador i un proveïdor dins de la cadena. L'orientació professional del Chartered Institute of Procurement & Supply suggereix que l'objectiu d'una relació estretament acoblada és reduir els inventaris i evitar el seu trencament (existències exhaurides).

### Models
Molts models de cadena de subministrament insisteixen tant en l'inici com en els elements finals del subministrament i la seva administració. El model d'operacions en cadenes el va desenvolupar un consorci d'indústries i el Supply Chain Council (Consell de la cadena de subministrament, organisme sense ànim de lucre, actualment part d'APICS) que va esdevenir l'estàndard que defineix l'abast de l'administració de la cadena de subministrament i mesura l'actuació total de la cadena des del proveïdor de cada proveïdor al client del previ client. Inclou l'entrega i el compliment de la comanda, la flexibilitat en la producció, la garantia i el procés de devolució amb els costos corresponents, l'inventari i les voltes d'inventari (que és un supòsit de les vegades que un inventari es vuidaria de contingut per sortides sense cap entrada, en un periòde de temps determinat), així com altres factors en l'avaluació del rendiment eficaç total d'una cadena de subministrament.
Un altre model de cadena de subministrament estudiat pel Global Supply Chain Forum introdueix vuit processos empresarials clau amb una naturalesa multifuncional i transversal entre empreses. Cada procés és gestionat per un equip multifuncional que inclou representants de logística, producció, compres, finances, màrqueting i recerca i desenvolupament. Tot i que cada procés es relaciona amb els clients i proveïdors principals, els processos de gestió de la relació amb els clients i de la relació amb els proveïdors constitueixen els vincles crítics en la cadena de subministrament.

## Gestió
Als anys vuitanta del segle xx, va sorgir la necessitat d'integrar els processos empresarials clau, des de l'usuari final fins als proveïdors originals. Els proveïdors originals són aquells que proporcionen productes, serveis i informació que aporten valor afegit per als clients i altres parts interessades. La idea bàsica en «gestionar el procés» d'empreses que participen en una cadena de subministrament és posar el focus en l’intercanvi d’informació sobre les fluctuacions del mercat i les capacitats de producció.
En la gestió de les cadenes de subministrament hi ha majoristes, detallistes, agents i corredors, distribuïdors, intermediaris financers, especialistes en marxandatge, entre d'altres, que comporten negociacions sobre termes legals sobre la possessió dels productes, drets d'autor, assumpció de riscs i assegurances.
A l'inici del proveïment hi ha mineria, escoles de negocis, pous petroliers, granges de ramaderia, etc. i a l'extrem final hi ha diferents tipus de consumidors o organitzacions com, per exemple, centrals de compres, franquícies, estaments militars, empreses comercialitzadores d'energia, estaments eclesiàstics, sanitat, cadenes de supermercats, botigues, centres comercials, empreses de venda automàtica mecanitzada (en anglès, vending), fires, venda per catàleg, venda per Internet, etc.

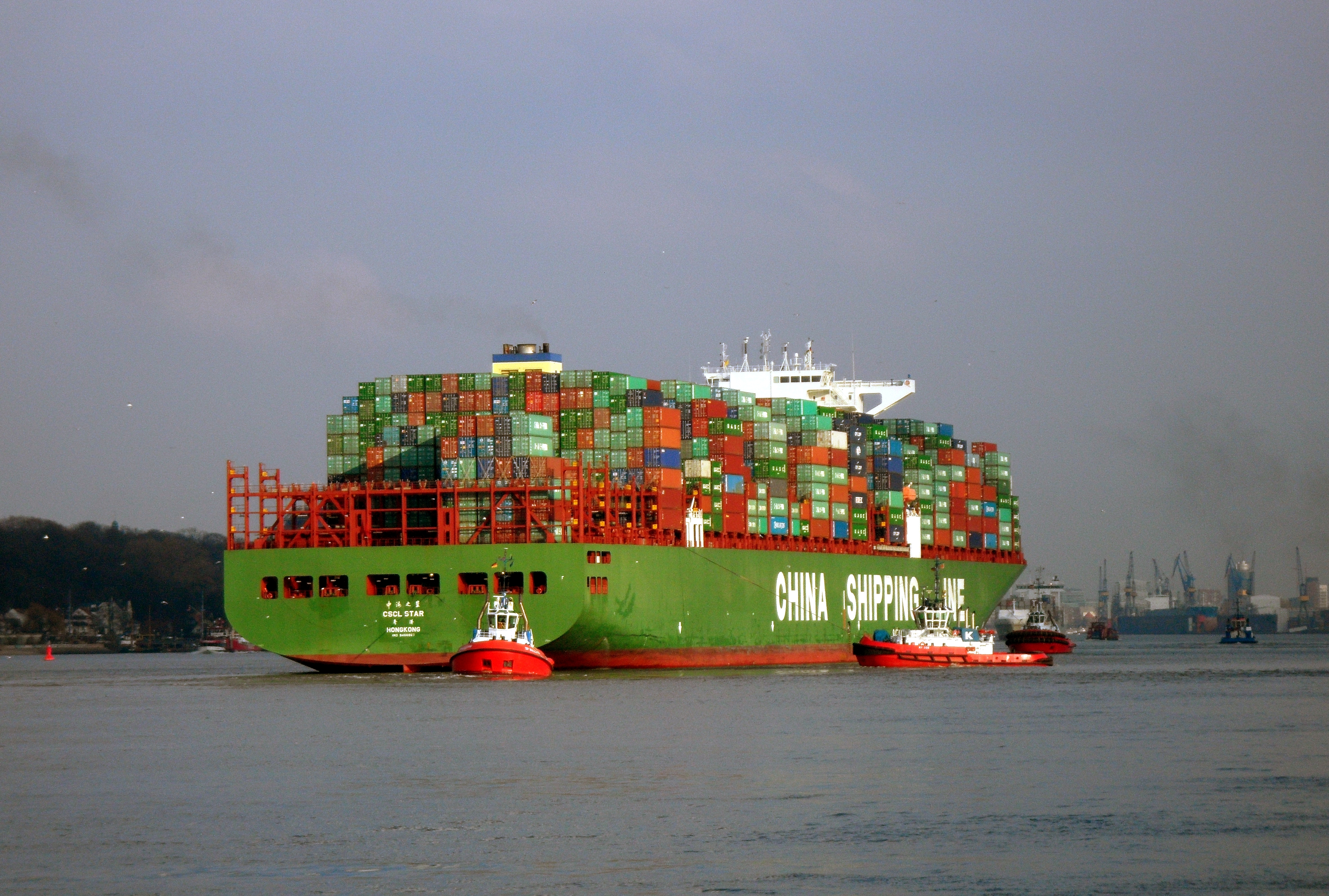
Transport amb contenidors en vaixell a l'entrada del port d'Hamburg, març 2014

Quan tota la informació rellevant és accessible per a qualsevol empresa que sigui prou important o mogui un gran volum d'operacions, les empreses de la cadena de subministrament tenen la capacitat d’ajudar a optimitzar tota la cadena de subministrament en lloc de d'oposar-s'hi en funció de l’optimització local. Això pot comportar a una producció i distribució global millor planificades, que poden reduir els costos i entregar un producte final més atractiu, millorant vendes i resultats per a les empreses implicades. Aquesta és una forma d'integració vertical. Així i tot, s'ha demostrat que els motius i l'eficàcia del rendiment de la integració vertical difereixen segons les regions.
La incorporació d'aquest model de gestió comporta grans millores en un nou tipus de competència dins el mercat global, on ja no és d'empresa a empresa, sinó entre diferents cadenes de subministrament.
L'objectiu principal de la gestió de la cadena de subministraments és satisfer les demandes dels clients mitjançant un ús més eficient dels recursos, la capacitat de distribució, l'inventari i la mà d'obra. En teoria, una cadena de subministrament busca fer coincidir la demanda amb l’oferta i fer-ho amb un inventari mínimi i suficient. Diversos aspectes de l’optimització de la cadena de subministrament inclouen el contacte amb els proveïdors per eliminar els colls d’ampolla; el proveïment estratègic per aconseguir un equilibri entre el menor cost del material i el transport, optimitzar el flux de fabricació amb les tècniques de producció ajustada; mantenir la combinació i la ubicació adequades de fàbriques i magatzems per atendre els mercats i maximitzar l'eficiència de la distribució.
El terme «logística» s'aplica a les activitats d'una empresa o organització que impliquen distribució de productes, mentre que «cadena de subministrament» inclou també la fabricació i l'aprovisionament i, per tant, té un enfocament molt més ampli, ja que implica diverses empreses (inclosos proveïdors, fabricants i detallistes) que treballen juntes per satisfer la necessitat d'un client.
A partir dels anys noranta del segle XX diverses empreses van subcontractar la part logística mitjançant la col·laboració d’un proveïdor extern de manera similar a com les empreses també subcontracten parts de la producció a altres fabricants. Aquesta enginyeria concurrent requereix tècniques per gestionar aquests complexos sistemes, actualment basades en el núvol. Les tecnologies del núvol faciliten el processament de treball fora de línia des d’una aplicació mòbil que resol el problema comú de l’inventari que resideix en zones sense cobertura ni connectivitat en línia.

### Capacitats de resiliència
S'entén com a resiliència de la cadena de subministrament la «capacitat d'una cadena de subministrament per persistir, adaptar-se o transformar-se davant del canvi». Es pot mesurar el temps de recuperació de la cadena de subministrament, cosa que permet identificar els punts febles del sistema o utilitzar modes alternatius de transport. Finalment, la transformació significa poder qüestionar les suposicions de globalització, de subcontractació i altres cadenes de subministrament lineal i alternatives; en aquest exemple això podria usar alternatives de subministrament local. Un exemple d'interrupció accidental, que va afectar diverses cadenes mundials de distribució de mercaderies, va ser el bloqueig total al tràfic al canal de Suez, per on hi circulen anualment 19.000 vaixells, arran d'una maniobra fallida del vaixell portacontenidors Ever Given el març de l'any 2021. Un altre exemple és el traçat des d'un estat a un altre de vies de comunicació, trens, carreteres, ports, etc. o la instal·lació de conduccions per matèries primeres, com gas, petroli, torres de transport d'eletricitat i altres. Aquests traçats es veuen condicionats per les relacions entre cada estat.

### Impacte d'Internet
Amb Internet els clients poden contactar directament amb els distribuïdors. Això ha reduït la longitud de la cadena fins a cert punt reduint el nombre d'intermediaris. Alguns dels avantatges són la reducció de costos, una possible major col·laboració i un canvi en l'estructura empresarial. Les xarxes socials ara tenen un paper important en la responsabilitat de les empreses a causa de la ràpida difusió de la informació que pot influir en les decisions de compra.

## Responsabilitat social
Les empreses, mitjançant els sistemes propis de qualitat, han d’auditar productes i proveïdors i anar més enllà de les relacions directes amb proveïdors de primer nivell (aquells que subministren directament al client principal). També cal millorar la visibilitat del subministrament quan no es controla directament amb l'ajuda de les tecnologies intel·ligents i electròniques. La col·laboració amb socis locals, l'administració de tota la indústria i la relació amb les universitats és crucial per gestionar amb èxit la responsabilitat social de les cadenes de subministrament.
El transport, part de les cadenes de distribució, influeix en la conservació i qualitat del medi ambient. Tal com Rosa George fa notar, el transpoprt per vaixell contamina el medi ambient una dècima part, per tona i quilòmetre, que el transport amb camions. Els consumidors tenen la capacitat d'influir en el manteniment del medi comprant articles agrícoles fora de temporada, provinents de geografies remotes, o, altrament, comprant-ne el que es coneix com de «quilòmetre zero».
Traçabilitat en cadenes de subministrament agrícola
Molts materials agrícoles i productes d'aliments processats provenen de petits agricultors. Això és particularment cert en alguns sectors, com el cafè, el cacau i el sucre. Al segle XXI les cadenes de subministrament permeten la traçabilitat dels productes en tot el recorregut. En lloc de comprar conreus que han passat per diverses capes de productors, les empreses ara provenen directament d’agricultors o d’agregadors de confiança. Els motors d’aquest canvi inclouen el control en la seguretat alimentària, sobre el treball infantil i la sostenibilitat ambiental, així com el desig d’augmentar la productivitat i millorar la qualitat dels conreus.

## Regulació
La seguretat en la cadena de subministrament és de gran importància; per això, les cadenes de subministrament són subjectes de regulacions locals i globals. Una de les activitats de les diferents administracions estatals consisteix a impedir el funcionament de les cadenes de subministrament il·legals o delictives així com impedir o sancionar les agrupacions d'empreses intermediàries que tenen com objectiu influir en els preus de cada sector de mercat en benefici propi. A la UE hi ha normes i reglaments accessibles per Internet i als Estats Units van sorgir normatives importants l'any 2010, amb un impacte en el funcionament de les cadenes de subministrament mundials. Els projectes de llei de la cadena de subministrament de la UE són requisits de diligència deguda per la protecció dels drets humans i del medi ambient per part de la cadena de subministrament.
El transport internacional de materies primeres es veu condicionat per les ral·lacions polítiques entre estats. En els tràmits d'importació de productes que requereixen el trànsit duaner es veuen afectats per la diversitat d'objectius entre la regulació i els requeriments d'urgències comercials dels importadors.

## Comerç
El disseny i desenvolupament de productes i la creació de mercats per generar o augmentar la demanda corresponent afecta els processos de fabricació, el cost, la qualitat i el «termini de lliurament». El disseny del producte afecta directament la cadena de subministrament associada i els seus requisits, inclosos els de fabricació, transport, qualitat, quantitat, calendari de producció, selecció de materials, tecnologies de producció, polítiques de producció, regulacions i lleis. A grans trets, l'èxit de la cadena de subministrament depèn del disseny del producte i de les capacitats de la cadena de subministrament, però també pot ser a l'inrevés: l'èxit en la comercialització del producte depèn de la cadena de subministrament que el vehicula.